# Харитонов, Николай Павлович
Никола́й Па́влович Харито́нов (14 января 1915, Лесное Матюнино, Симбирская губерния — 28 апреля 1971, Алма-Ата) — старшина Рабоче-крестьянской Красной Армии, участник Великой Отечественной войны, Герой Советского Союза (1945).

## Биография
Родился 14 января 1915 года в селе Лесное Матюнино (ныне - Кузоватовский район Ульяновской области).
После окончания семи классов школы работал водителем. В 1937—1939 годах проходил службу в Рабоче-крестьянской Красной Армии.
В 1941 году повторно призван в армию. С июля того же года — на фронтах Великой Отечественной войны. Участвовал в освобождении городов Ковель, Любомль, Радзынь-Подляский, Пулавы, Седльце, Зволень, Радом, Лодзь, Томашув-Мазовецкий. В боях был ранен.
К январю 1945 года старшина Николай Харитонов был механиком-водителем танка 65-й танковой Волновахской бригады 11-го танкового корпуса 1-го Белорусского фронта. Отличился во время освобождения Польши. 14-20 января 1945 года танк Харитонова с боями прошёл более четырёхсот километров на запад без единой поломки. 15 января 1945 года экипаж участвовал в освобождении пяти населённых пунктов Радомского повята Мазовецкого воеводства Польши, уничтожив 1 тяжёлый танк, 4 артиллерийских орудия, 3 пулемётные точки, 18 автомашин и около взвода немецкой пехоты. 19 января 1945 года он одним из первых переправился через Пилицу.
17 апреля 1945 года его танк вёл бой у населённого пункта Вульков (нем. Wulkow) на Зееловских высотах. В результате его умелого маневрирования экипажем танка были уничтожены 2 танка «Тигр», 1 бронетранспортёр, до 30 солдат противника. В тот же день, отражая контратаку, танк уничтожил 2 бронетранспортёра, 1 самоходку и до 12 солдат противника. При штурме укрепрайона экипаж овладел высотой, превращённой в опорный пункт, разбил 2 дзота с гарнизонами.
18 апреля 1945 года в критический момент, когда кончились снаряды, Н. П. Харитонов своим танком таранил ПТО, которое вело огонь по нашим танкам, и раздавил его вместе с расчётом.
Указом Президиума Верховного Совета СССР от 24 марта 1945 года за «мужество и героизм, проявленные в Варшавско-Познанской операции», старшина Николай Харитонов был удостоен высокого звания Героя Советского Союза с вручением ордена Ленина и медали «Золотая Звезда» за номером 6408.
После окончания войны Харитонов был демобилизован. Проживал и работал в Алма-Ате.
Умер 28 апреля 1971 года. Похоронен на Центральном кладбище Алма-Аты.
Был также награждён орденами Красного Знамени, Отечественной войны 1-й и 2-й степеней, Красной Звезды, рядом медалей.

## Из наградного листа на присвоение звания Героя Советского Союза
В период боевых действий 1-го танкового батальона на 1-м Белорусском фронте с 14 по 20 января 1945 года механик-водитель танка Т-34 старшина Харитонов, образцово выполняя приказы командования, проявил смелость, стойкость, умение и геройство. Отлично маневрируя на поле боя, способствовал экипажу выполнять поставленные задачи. Его танк прошёл с боями более 400 км без единой вынужденной остановки и поломок, несмотря на то, что танк свой гарантийный срок прошёл в прошедших летних боях. В результате умелого маневрирования экипаж танка в боях 15 января 1945 года населённых пунктах Бартодзее, Юзефов, Дружанки, Кучки уничтожил 2 орудия 150 мм, 1 орудие 75 мм, 3 пулемётные точки, 12 автомашин, 22 гитлеровцев.
16 января в населённом пункте Мнишек — 1 танк Т-5, тягач с 88-мм зенитной пушкой, 6 автомашин и 13 гитлеровцев.
19 января 1945 года первым форсировал реку Пилица вброд южнее города Томашув. В ночной разведке догнал обоз противника отходящий на город Лодзь, врезался в него и гусеницами танка раздавил 22 повозки с военным имуществом и 17 гитлеровцев.

Достоин присвоения звания «Герой Советского Союза»— Командир 1 танкового батальона майор Свирепкин.